# Ouzilly
Ouzilly – miejscowość i gmina we Francji, w regionie Nowa Akwitania, w departamencie Vienne.
Według danych na rok 1990 gminę zamieszkiwało 649 osób, a gęstość zaludnienia wynosiła 61 osób/km² (wśród 1467 gmin regionu Poitou-Charentes, Ouzilly plasuje się na 462. miejscu pod względem liczby ludności, natomiast pod względem powierzchni na miejscu 801.).